# Eventyret om den vidunderlige musik
Eventyret om den vidunderlige musik er en dansk tegnefilm fra 1991, der er instrueret af Anders Sørensen.

## Handling
Filmen er en humoristisk tegnefilm uden kommentarer. I lyd og streg illustreres på rekordtid, hvordan historien til alle tider har påvirket musikken og kunsten. Og omvendt. Fra hulernes malerier til vort århundredes "ismer". En film til alle aldre om en komponist (en hund), der kæmper med sin manager (et svin), der kræver færdigt arbejde her og nu.